# Christian Mayrleb
Christian Mayrleb (né le 8 juin 1972 à Wels en Autriche) est un footballeur international autrichien, reconverti entraîneur.

## Biographie

### Club
Natif de la Haute-Autriche, Mayrleb fait ses débuts professionnels en Seconde Division du côté du Stahl Linz puis du SV Ried avant de rejoindre la première division à l'Admira Wacker lors de la saison 1994/1995. Il part ensuite jouer au FC Tirol Innsbruck où il est repéré par l'équipe de Premier League du Sheffield Wednesday (qui sera son seul club hors-Autriche). Mayrleb rentre au pays après avoir passé près d'une demi-saison sur le banc.
Il rejoint alors les géants viennois de l'Austria Vienne pour quatre saisons prolifiques avant de passer au SV Pasching, au Red Bull Salzbourg puis au LASK Linz.

### International
Il débute avec l'équipe d'Autriche en août 1998 lors d'un match amical contre la France et reste un remplaçant lors de ses six premiers matchs en sélection. Il inscrit son premier but deux mois après ses débuts en équipe nationale. Il joue en tout 29 matchs et inscrit 6 buts. Son dernier match international est en septembre 2005 lors des qualifications du mondial 2006 contre l'Azerbaïdjan.

## Palmarès
- Championnat d'Autriche de football (1) :
  - 2003
- Meilleur buteur du championnat d'Autriche de football (1) :
  - 2005[1]